# Kamenický sprašový profil
Kamenický sprašový profil je přírodní památka v katastrálním území obce Kamenica nad Hronom v okrese Nové Zámky v Nitranském kraji na Slovensku. Území bylo vyhlášeno v roce 1984 a jeho rozloha je 0,15 hektaru. Předmětem ochrany je pět až patnáct metrů vysoký sprašový profil s hnízdy ptáků.